# Batalla de Medina
La batalla de Medina, batalla del río Medina o batalla del Encinal de Medina, se libró al cruce del Arroyo Galván (Galván creek) aproximadamente a 20 kilómetros al sur de «San Antonio de Béjar» (hoy San Antonio, Texas) el 18 de agosto de 1813 como parte de la Guerra de Independencia de México contra la autoridad española en el virreinato de Nueva España. Las tropas españolas del general realista José Joaquín de Arredondo derrotaron a las fuerzas republicanas (que se hacían llamar el Ejército Republicano del Norte), conformadas por insurgentes texanos y estadounidenses que participaron en la expedición Gutiérrez-Magee, al mando del general José Álvarez de Toledo y Dubois.

## Antecedentes
Bernardo Gutiérrez de Lara, decidido a liberar a Texas de España, viajó a Washington D. C. El 10 de diciembre de 1811 acudió a la Cámara de Representantes para solicitar apoyo para su causa.  En 1812, el coronel Augusto William Magee, quien había comandado las tropas del ejército estadounidense que custodiaban la frontera del "terreno neutral" entre Luisiana y Texas, renunció a su cargo, y formó el ejército republicano del Norte. El ejército utilizó como estandarte una bandera verde esmeralda, que se cree fue escogida por Magee, quien era descendiente de irlandeses.
Nacogdoches fue tomada el 12 de agosto de 1812, con poca oposición, y el 7 de noviembre, el ejército republicano del Norte entró en lo que es hoy Goliad, donde tomó el presidio de La Bahía. Los realistas españoles pronto se enfrentaron a ellos, y comenzaron un sitio de cuatro meses. Mientras que en La Bahía, el coronel Magee murió por enfermedad el 6 de febrero de 1813. Después de numerosos combates y grandes pérdidas, los españoles levantaron el sitio de San Antonio de Bexar. En la ciudad en poder de los insurgentes se produjo una gran cantidad de ejecuciones de realistas españoles, como las de Simón de Herrera y Manuel Maria de Salcedo.
El 25 de marzo, el ejército republicano del Norte salió de La Bahía después de recibir refuerzos. El coronel Samuel Kemper reemplazó Magee, y el teniente coronel Rubén Ross fue elegido como segundo al mando. Kemper abandonó en desacuerdo con Gutiérrez de Lara por su adhesión a México. Gutierrez fue depuesto del mando. Tomaron el control de las operaciones dos oficiales afines a los Estados Unidos, Álvarez de Toledo, de origen cubano, y Henry Perry estadounidense.

## La Batalla
El ejército republicano contaba con aproximadamente 1.400 elementos, entre los que había tejanos, estadounidenses, criollos novohispanos y exsoldados realistas españoles; así como también indígenas de la región y al menos un esclavo negro. El ejército realista del General de Arredondo, con cerca de 1.800 hombres, había acampado en la orilla norte del río Medina, a unos diez kilómetros al norte de las tropas insurgentes que estaban acampando cerca de la actual ciudad de Leming.
La batalla duró cuatro horas. El plan de Toledo consistía en una emboscada a las tropas realistas, ya tendrían que atravesar un desfiladero en el camino de Bexar hacia Laredo. Arredondo por su parte, había enviado un grupo de exploradores con alguna caballería por la mañana para tratar de determinar la ubicación de las tropas de Toledo. Por accidente, se encontraron con la emboscada de las tropas republicanas y se retiraron después de un breve intercambio de fuego.
Los soldados republicanos se lanzaron a su persecución, pero al parecer, perdieron de vista a la caballería realista que levantaba grandes nubes de polvo, Toledo trató en vano de detener a sus tropas. En su persecución, los insurgentes fueron frenados por terreno arenoso, y por el peso de sus armas quedaron momentáneamente atascados. 
Cuando finalmente alcanzaron las líneas españolas, estaban cansados y sedientos. Sin embargo, lograron acometer las primeras filas de artillería española, pero  se toparon frente a frente a la infantería española formada en línea y lista para disparar. Arredondo había colocado la infantería en el centro. Arredondo en el parte de la batalla dice: «Ellos avanzaron sobre mi ejército con gran valor hasta que estuvieron al alcance del tiro de pistola». Durante más de dos horas el intercambio de disparos se mantuvo sin cesar. La caballería tejana trató de desbordar a los españoles pero los jinetes realistas lo impidieron.  La situación era confusa cuando Arredondo, a la vista de la situación, e informado por un desertor de las tropas republicanas del agotamiento de los rebeldes, ordenó inmediatamente el redoble de tambores para el avance. Los republicanos se retiraron en desorden y fueron destruidos por la caballería española.

## Resultado y Consecuencias
La victoria española fue completa. Toledo, Perry y algunos de sus compañeros volvieron directamente a los Estados Unidos, a Luisiana. Los republicanos perdieron mil hombres en la batalla. El ejército español siguió persiguiendo y matando a muchos de los filibusteros que huían. Menos de 100 de los 1.400 soldados del bando republicano sobrevivieron. Los realistas sólo perdieron 55 hombres. Los cadáveres de las tropas republicanas fueron abandonados y no fueron enterrados hasta 1822, cuando José Félix Trespalacios, primer gobernador del estado de Coahuila y Texas durante el Primer Imperio Mexicano, ordenó a un destacamento de soldados recoger sus huesos y enterrarlos dignamente bajo un roble que crecía en el campo de batalla.
Las medidas de contrinsurgencia posteriores contra los partidarios de la independencia hicieron su efecto en la provincia y la llegada del Regimiento expedicionario Extremadura, al frente de Benito Armiñan dejó completamente pacificado el territorio. La batalla de Medina dio fin a la insurgencia al norte del Río Bravo. José Antonio Navarro y José Francisco Ruiz, sobrevivientes del ejército republicano del Norte, firmaron la declaración de independencia de Texas en 1836.